# اس‌اس دامبو
اس‌اس دامبو (به انگلیسی: SS Dumbo) یک کشتی بود که طول آن ۲۰۵ فوت ۰ اینچ (۶۲٫۴۸ متر) بود. این کشتی در سال ۱۹۴۴ ساخته شد.